# Jack Kerouac
Jack Kerouac [dʒæk ˈkɛɹəwæk]IPA, vlastním jménem Jean-Louis Lebris de Kerouac, (12. března 1922, Lowell, Massachusetts, USA – 21. října 1969, St. Petersburg, Florida, USA) byl americký spisovatel, jeden z nejvýznamnějších představitelů beat generation. Proslavil se především svými autobiografickými romány, zejména pak dílem Na cestě.

## Život

### Původ

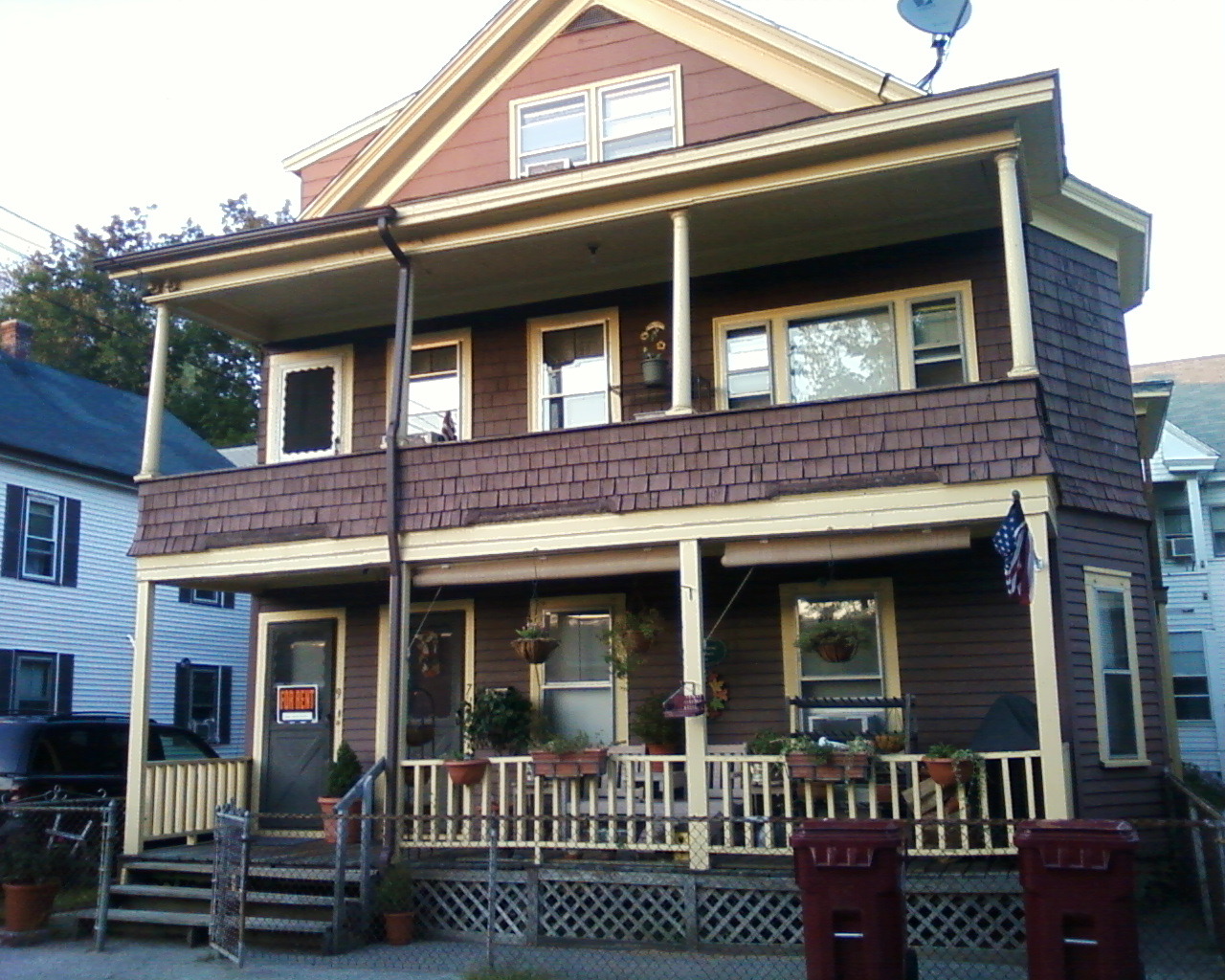
Rodný dům Jacka Kerouaca v Lowellu

Předci Jacka Kerouaca pocházeli z Francie. Jeho děd, tesař Jean-Baptiste Kirouack, se společně se svou ženou Clémentine Bernierovou přestěhovali z Francie do Nashui, města v americkém státu New Hampshire. Stalo se to v roce 1889 krátce poté, co se jim narodil syn Léon (1889–1946), budoucí Kerouacův otec. Léon se stal reportérem a obchodníkem a roku 1915 si vzal Gabrielle Lévesqueovou (1895–1973), budoucí Kerouacovu matku. Rok po svatbě se jim narodilo první dítě, syn Francis Gerard; roku 1918 pak dcera Caroline. Jako třetí a poslední dítě Gabrielle Kerouacové přišel na svět Jean-Louis. Doma mu říkali „Ti Jean“, čili „Malý Jan“. Teprve později, když se Jean-Luis začal stýkat s nefrancouzskými obyvateli, se z něj stal „Jack“.

### Dětství
Když byly Jackovi čtyři roky, zemřel mu ve věku devíti let na revmatickou horečku jeho starší bratr Gerard. Kerouaca tato událost hluboce poznamenala, prohloubila jeho závislost na matce a promítla se i do jeho tvorby. Doma rodina Kerouacových mluvila jedním z francouzských dialektů, proto je Kerouacův mateřský jazyk francouzský. Angličtinu se začal učit až v šesti letech a docela s ní bojoval.
Otec Jacka Leo Kerouac byl v Lowellu známou postavou. Vznětlivý, avšak šlechetný, mírně výstřední muž s náklonností k barům a dostihovým závodům si zakládal na své nezávislosti. Vlastnil malou tiskárnu, díky níž mohl zaplatit prostorný starý dům. V roce 1936 se vylila řeka Merrimack z břehů a zatopila otcovy dílny. Ten byl nucen prodat dům a hledat si práci jako tiskař, kdekoli to bylo možné. S úpadkem otcovy role živitele domu a hlavy rodiny sílil matčin vliv.
U otce se objevily zdravotní problémy, z části způsobené pitím alkoholu. Nenosil domů moc peněz, což zapříčinilo vzrůstající napětí mezi Kerouacovými rodiči.
Kerouacova matka Gabrielle Ange Kerouac byla hluboce věřící katolička a o nedělích Jacka a Caroline vodila do kostela. V Pawtucktetville, frankokanadské komunitě v massachusettském Lowellu, nikdy nenašla skutečné přátele. Když Leo Kerouac pozvolna umíral, musela ona zajišťovat příjem domácnosti. Našla si práci v továrně na boty. Mladý Jack trpěl pocity viny, že nedokáže nahradit otce v úloze živitele. Strávil s ním nejvíc času během jeho závěrečného stadia choroby a staral se o něj. Leo si na svém synovi vyžádal slib, že se o matku po jeho smrti postará. I v této události je nutno vidět pozdější zesílené vazby Jacka na matku.
Jack Kerouac nejdříve chodil do školy sv. Ludvíka Francouzského, poté do jezuitské školy sv. Josefa.

### Mládí
V roce 1936 nastoupil na lowellskou high school, kde si získal společenské postavení mezi spolužáky výbornými výkony v americkém fotbale a atletice. Jack se na střední škole seznámil s jazzem a začal hodně číst. V posledním ročníku se seznámil s Mary Caneyovou, která se později stala předlohou jeho románu Maggie Cassidyová. Díky svým fotbalovým výkonům dostal dvě nabídky na univerzitní stipendium a Kerouac se rozhodl pro Kolumbijskou univerzitu v New Yorku. Na univerzitě se Kerouacovi z počátku dařilo dobře a díky jeho výborným esejům si ho spolužáci najímali, aby za ně psal práce.
Jackovo prvotní nadšení z univerzity se však brzy začalo vytrácet. Dlouhé cestování městem, celodenní vyučování a večerní fotbalový trénink ho příliš zaměstnávaly a Jack začal vyučování vynechávat. Začal chodit do klubů poslouchat jazz a na večírky spolužáků. V této době se ještě scházel s Mary Caneyovou, avšak jejich způsob života byl už dost odlišný, což nakonec vedlo k jejich odloučení. Po zbytek života pak Kerouac tvrdil, že nikdy žádnou dívku nemiloval tak jako Mary.

### Beat

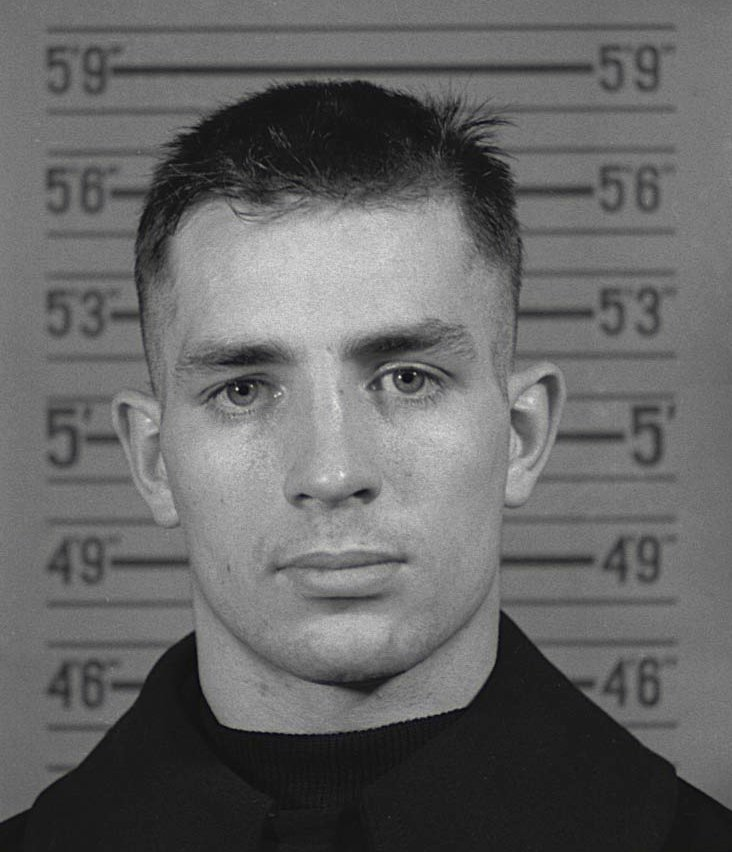
Jack Kerouac, 1943

V prosinci 1942 se Kerouac nepohodl s trenérem fotbalu a opustil univerzitu. Vrátil se zpět do Lowellu. O tři měsíce později obdržel povolávací rozkaz do Námořnictva Spojených států. Odtud byl však brzy propuštěn pro psychické problémy. V létě téhož roku proto nastoupil jako pomocná pracovní síla na loď do Liverpoolu.
V létě roku 1944 se Kerouac poprvé setkal s Allenem Ginsbergem a ještě téhož roku i s Williamem Sewardem Burroughsem. Jelikož byl Burroughs o několik let starší než Ginsberg i Kerouac, stal se pro ně „učitelem“.
22. srpna 1944 se oženil s Frankie Edith Parkerovou. Protože Jack Kerouac byl ve vězení za krytí vraždy Davida Kammerera Lucienem Carrem, byl po celý svatební obřad v soudní síni manhattanské radnice připoután za zápěstí k policistovi. Peníze na kauci od Edie Parkerové a jejich sňatek mu zajistily propuštění na svobodu. Otec mu pomoc odepřel, proto se Jack rodině odcizil a pasoval se do role psance. Manželství s Edie Parkerovou vydrželo jen 2 měsíce.
V roce 1946 se Jack setkal s Nealem Cassadym, což navždy ovlivnilo jeho tvorbu.
Jeho druhou manželkou se dne 17. 11. 1950 stala Joan Havertyová, servírka, jež předtím žila s Billem Cannastrou. Ani toto manželství dlouho nevydrželo – trvalo jen do června 1951, kdy se Jack dozvěděl o těhotenství své manželky. Utekl a došlo k nepříjemným následkům ve sporu o určení otcovství, který Joan později rozpoutala. Dítě se narodilo 16. února 1952, holčička dostala jméno Janet Michele. Spor o určení otcovství Jack Kerouac u soudu prohrál, výživné bylo stanoveno ve výši 52 dolarů měsíčně, což bylo (v té době) minimum. Příkazem k uhrazení soudních výloh, jež činily 2500 dolarů, se Kerouac cítil ožebračen.
V následujících letech vyšel román Maloměsto, velkoměsto, Kerouac jezdil stopem po USA a příležitostně pracoval jako brzdař (a dělal také jiné málo kvalifikované pomocné práce). V té době byl také podruhé hospitalizován s flebitidou (zánět žil).
Jack Kerouac byl extrémně vnímavý a citlivý člověk. Jeho pochybnosti o sobě pramenily mimo jiné i z faktu, že jeho novátorská tvorba nebyla dlouho považována za způsobilou k vydání. Přes touhu poznávat a vstřebávat stále něco nového zažil i období těžkých depresí a pocity osamění. Domníval se, že zemře o samotě jako jeho oblíbení spisovatelé Emily Dickinsonová a Henry David Thoreau, a sám o sobě psal v dopisech jako o zuboženém papírovém žebrákovi. Toto velmi těžké období života mu kromě psaní, četby a podpory přátel pomohl překonávat buddhismus, ačkoli se nikdy zcela nerozešel ani s katolicismem, v němž byl vychován.
Po roce 1957, kdy vydal román Na cestě, se stal veřejně známou osobností. Jeho další román Dharmoví tuláci z roku 1958 již takový úspěch neměl a dočkal se odmítnutí samotných buddhistů, jako byli Rath Sasakiová a Daisecu Teitaró Suzuki. Kerouac se stal finančně zajištěným a trvale se usadil na Floridě. Krátce nato ho zasáhly těžké osobní ztráty v podobě úmrtí sestry v roce 1964 a smrtelného onemocnění matky v roce 1966, v této době Kerouac propadl alkoholu víc než kdykoli předtím. V roce 1966 se znovu oženil, jeho třetí manželkou se stala Joyce Glassmanová. Další ztrátu pro něj znamenala v roce 1968 smrt Neala Cassadyho a roztržka s Ginsbergem. Kerouac znovu propadl depresím, a v jejich důsledku i nemírnému pití, které se mu stalo osudným. Zemřel na následky alkoholismu, fyzicky zcela vyčerpaný a se zničenými játry, bezprostřední příčinou smrti bylo krvácení jícnových křečových žil.

## Dílo

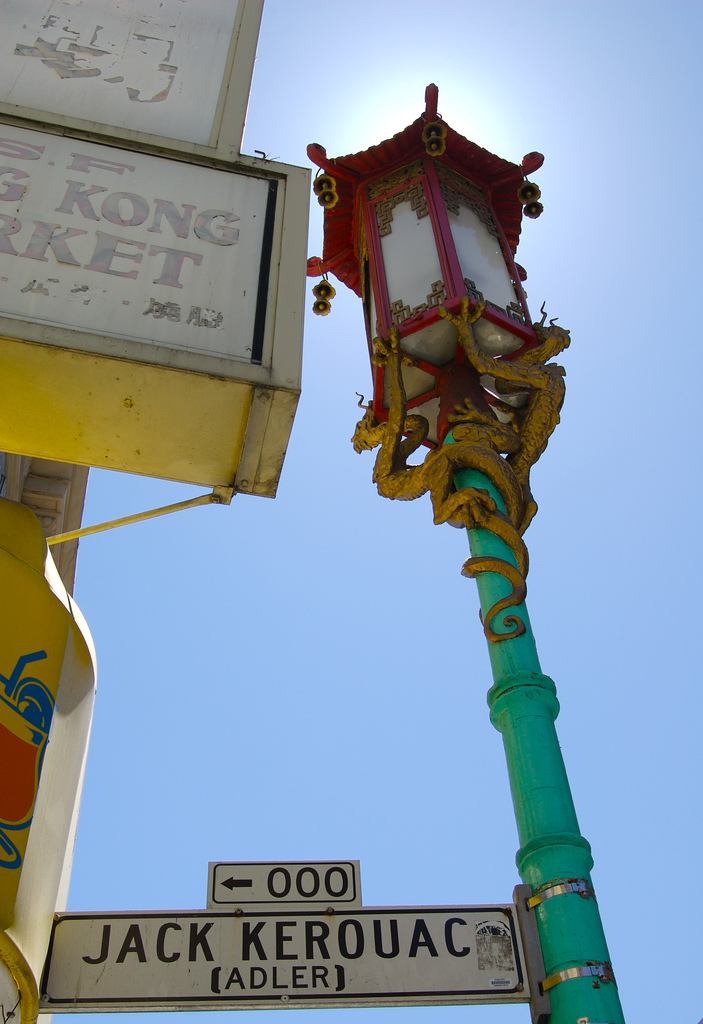
Jack Kerouac Alley ve městě San Francisco

Kerouac se snažil (jako ostatní beatníci) o maximální upřímnost a spontánnost díla bez ohledu na umělecké následky. Pohrdal korigováním tvorby, jež má být způsobem druhotné morální cenzury vnucované podvědomím. Používal také metodu automatického psaní, aby mohl co nejsvobodněji vyjádřit nálady a pocity svého nevědomí. Literáta přirovnával k jazzovému saxofonistovi, neboť by měl hledat jazykové vyjádření nerušeného proudění myšlenek a pocitů.
Na druhou stranu lze z jeho tvorby vycítit pronikavý pocit úzkosti, zoufalství a bolesti žití, jež většinou převažuje nad entuziasmem a skrývá se také za vtipkováním a, často nuceným, veselím postav. John Clellon Holmes se o něm vyjádřil slovy: „A najednou mnou zachvěl pocit, že Kerouac svou čtyřicítku o mnoho nepřežije. Taková hltavost, psychická zranitelnost, taková jednostrannost musí člověka nakonec vymačkat a Kerouac, jak jsem ho znal, nebyl schopen odvrátit se od svého zničujícího vědomí.“
Podobné pocity měl ze svého setkání s Kerouacem také Timothy Leary.
Jeho poezie je ovlivněna asijskými vlivy, především zen-buddhismem a starou čínskou a japonskou poezií. Ovlivnila ho především forma haiku (tj. báseň o 17 slabikách, která obsahuje ucelenou vizi života ve třech krátkých řádcích), dále to byl blues (tříveršové sloky s opakovaným nepatrně variabilním prvním veršem, většinou smutné či melancholické). Kerouac přesně nedodržoval tyto formy, šlo mu spíše o dodržení nálady a rytmu. Velmi ho ovlivnil jazz. Své básně považoval za chorusy.
V České republice dílo Jacka Kerouaca v současné době vydává nakladatelství Argo.
Poezie:
- San Francisco blues, 1954
- Mexico City Blues, 1959
- Rozprášené básně, 1971 (sestaveno posmrtně)

Prozaická tvorba:
Mnohem významnější než jeho básnická tvorba je tvorba prozaická. Často čerpal ze svých zážitků, z doby, kdy se toulal po Státech. Psal velmi uvolněně, a jak sám tvrdil, psal, jak to bylo, což je vcelku věrohodné. Toulal se beze všeho pouze s batohem, lze ho označit za vandráka, a to v obou významech toho slova.
- Maloměsto, velkoměsto – 1950, též pod názvem Městečko a velkoměsto
- Doctor Sax, 1959
- Na cestě – objevuje se zde jeho častý motiv – toulání. Lze říci, že je to cesta od tahu k tahu. Je psáno jako odpověď na otázku Joan Andersové, co vlastně na cestě po Spojených státech dělali. Tento román údajně napsal během tří týdnů na 30 metrovou roli japonského kreslicího papíru, bez jakéhokoli členění na odstavce, kapitoly a bez interpunkčních znamének. 6 let pak trvalo, než dílo přepsal do podoby, ve které mohlo být vydáno. Toto dílo se stalo manifestem beatníků. Pojednává o začínajícím spisovateli jménem Sal Paradise (paradise = ráj), který se se svým přítelem Deanem toulá po USA. Vyhledávají vzrušení, ve kterém hledají podstatu života. V postavách lze rozpoznat další beatníky pod pozměněnými jmény.

Tato tři díla psaná na konci 40. let chtěl původně spojit do trilogie Duluozova legenda.
- Duluozova marnost – román zhruba z poloviny 60. let.
- Vize Codyho – též Codyho vidění, napsáno někdy v polovině 50. let a bývá zařazováno do tohoto cyklu. Postava Codyho postupně zosobňuje některé velké postavy amerických dějin: kovboje, soudce „lynče“, F. D. Roosevelta, jednoho ze zakladatelů jazzu Lestera Younga a další postavy, posléze se s ním ztotožní i vypravěč Jack Duoloz. V knize je plno narážek na spisovatele, které Kerouac obdivoval (Jack London, Edgar Allan Poe, William Shakespeare, Jean Genet atp.)

Kerouac dále napsal několik cestopisných děl, jedná se o tzv. reportáže ze silnice, kde popisuje své zážitky z cest po USA:
- Osamělý poutník – 1960, soubor osmi povídek reflektujících autorovy cesty po Spojených státech, Mexiku, Evropě a Maroku.
- Dharmoví tuláci – 1958, tato kniha velice ovlivnila hnutí hippies. Lidé z tohoto hnutí často cestovali s ruksakem na zádech, kde měli prakticky pouze tuto knihu. O této knize lze právem tvrdit, že je mnohem klidnější než většina ostatních, což patrně ovlivnil fakt, že Kerouac se stal přívržencem buddhismu. V tomto díle se střetávají myšlenky západní civilizace reprezentované křesťanstvím a myšlenky východní civilizace reprezentované buddhismem. Autor a po něm i mnozí další hledali ve východním učení cestu z našeho světa. Toto je velice složitá problematika, která se dotýká spíše filosofie. Slovo „dharmoví“ je odvozeno od slova dharma, které pro autora znamená pravdu. Hrdinou této knihy je Japhy Ryder (předlohou mu byl básník a znalec východní filosofie Gary Snyder), se kterým vypravěč utíká do lesů od naší civilizace (samozřejmě s ruksakem na zádech).
- Říjen v železniční zemi
- Podzemníci – 1953 (vydáno 1957), dílo bylo napsáno během 3 dnů v benzendrinovém opojení. Pojednává o autorově milostném vztahu s černoškou. V knize, pod směšnými jmény, vystupují přední jména beat generation (Allen Ginsberg, Gregory Corso, …). Kniha vypráví o tom, že muži potřebují lásku, ale neumějí si ji udržet.
- Maggie Cassidyová – 1959
- Andělé pustiny – psáno v letech 1951–1961. V první části knihy autor pojednává o samotě v pustině a ve světě. Ve druhé části spisovatel popisuje putování Mexikem, New Yorkem, Francií a Londýnem – svým způsobem pojednává o samotě (kdy je člověk sám uprostřed lidí). Dílo má mnoho společných rysů s Dharmovými tuláky.
- Big Sur – 1962 – podrobný přepis propadání šílenství a paranoie, totálního rozkladu a rozpadu duše.
- Satori v Paříži – 1966
- Mag – 1984 (v originále Pic, 1971) – další kniha o toulání, tentokrát o malém černošském chlapci ze Severní Karolíny, kterému umře milovaný děda. Mag se dostane do opatrování ke své tetě, odkud ho unese jeho světaznalý bratr, čímž se roztáčí koloběh stopování, improvizace a života na okraji společnosti. Pro bratry je každý den bojem, ale o to víc cítí, že žijí.

### Próza
- Atop an Underwood: Early Stories and Other Writings (1936–1943) (ISBN 0-670-88822-2)
- Orpheus Emerged (1944–1945) (ISBN 0-7434-7514-3)
- And the Hippos Were Boiled in Their Tanks (1945) (již publikované dílo, které Kerouac napsal s Williamem S. Burroughsem)
- The Town and the City (1946–1949) (ISBN 0-15-690790-9)
- On the Road (1948–1956) (ISBN 0-14-004259-8)
- Visions of Cody (1951–1952) (ISBN 0-14-017907-0)
- Pic (1951 & 1969) (ISBN 0-7043-1122-4, výtisk úplně rozebrán, dostupný je na ISBN 0-8021-3061-5)
- Book of Sketches (1952–1957) (ISBN 0-14-200215-1)
- Book of Dreams (1952–1960) (ISBN 0-87286-027-2)
- Doctor Sax (1952) (ISBN 0-8021-3049-6)
- Maggie Cassidy (1953) (ISBN 0-14-017906-2)
- The Subterraneans (1953) (ISBN 0-8021-3186-7)
- Good Blonde & Others (1955) (ISBN 0-912516-22-4)
- Tristessa (1955–1956) (ISBN 0-14-016811-7)
- Visions of Gerard (1956) (ISBN 0-14-014452-8)
- Old Angel Midnight (1956) (ISBN 0-912516-97-6)
- Desolation Angels (1956 & 1961) (ISBN 1-57322-505-3)
- The Dharma Bums (1957) (ISBN 0-14-004252-0)
- Lonesome Traveler (1960) (ISBN 0-8021-3074-7)
- Big Sur (1961) (ISBN 0-14-016812-5)
- Satori in Paris (1965) (ISBN 0-394-17437-2, výtisk úplně rozebrán, dostupný je na ISBN 0-8021-3061-5)
- Vanity of Duluoz (1968) (ISBN 0-14-023639-2)

### Vydání v češtině
- 1963 – Říjen v železniční zemi
- 1978 – Na cestě
- 1984 – Mag
- 1992 – Podzemníci
- 1992 – Dharmoví tuláci
- 1993 – Osamělý poutník
- 1995 – Andělé pustiny (roku 2005 román vydán pod názvem Andělé zoufalství)
- 1995 – Big Sur
- 1996 – Maggie Cassidyová
- 1998 – Vize Gerarda
- 1999 – Tristessa
- 2002 – Maloměsto, velkoměsto
- 2004 – Satori v Paříži
- 2004 – Zjevení Orfea
- 2008 – Doctor Sax
- 2008 – Kniha snů
- 2008 – Vize Codyho
- 2024 – Duluozova marnost

### Poezie, korespondence, audionahrávky apod.
- Mexico City Blues (1955)
- Scattered Poems (1945–1968)
- Heaven and Other Poems (1957–1962)
- Trip Trap: Haiku on the Road from SF to NY (1959) (s Albertem Saijoem and Lewemem)
- Pomes All Sizes (sestaveny 1960)
- San Francisco Blues (1954)
- Book of Blues (1954–1961)
- Book of Haikus
- Dear Carolyn: Letters to Carolyn Cassady (1983) ISBN 0-934660-06-9
- The Scripture of the Golden Eternity (1956) (meditace, kóany, básně) ISBN 0-87286-291-7
- Wake Up (1955)
- Some of the Dharma (1954–1955)
- Beat Generation (divadelní hra, kterou Kerouac napsal roku 1957, ale která byla publikována až roku 2005)
- Jack Kerouac: Selected Letters, 1940–1956
- Jack Kerouac: Selected Letters, 1957–1969
- Windblown World: The Journals of Jack Kerouac (1947–1954)
- Safe In Heaven Dead (Rozhovory)
- Conversations with Jack Kerouac (Rozhovory)
- Empty Phantoms (Rozhovory)
- Departed Angels: The Lost Paintings
- Readings by Jack Kerouac on the Beat Generation (1959) (LP)
- Poetry For The Beat Generation (1959) (LP)
- Blues And Haikus (1960) (LP)
- The Jack Kerouac Collection (1990) (Audio CD kompilace tří LP)
- The Jack Kerouac Romnibus (1995) (multimediální CD-ROM) (edit. Ralph Lombreglia a Kate Bernhardt)
- Reads on the Road (1999) (Audio CD)
- Doctor Sax & Great World Snake (2003) (Audio CD)
- Door Wide Open (2000) (edit. Joyce Johnson)

### Vydání v češtině
- Rozprášené básně, 1995
- Interview s Jackem Kerouakem pro Paris Review, 1996 (Ted Berrigan)
- Písmo zlaté věčnosti, 1996